# کیا کونکورد

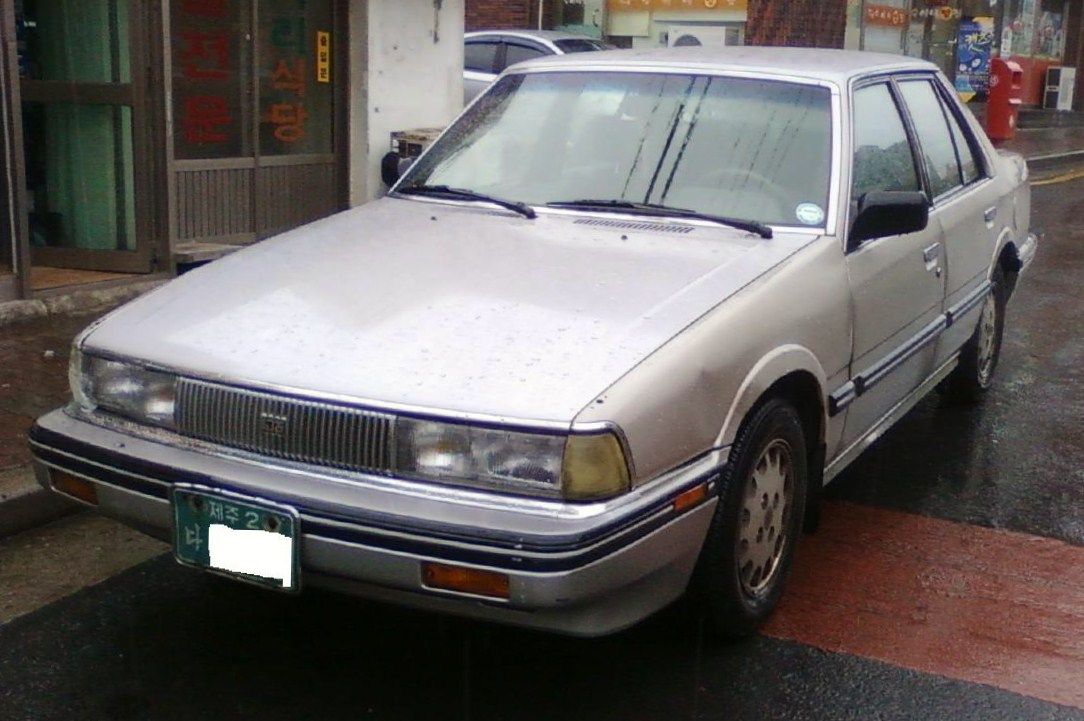
کیا کونکورد، نمای جلو

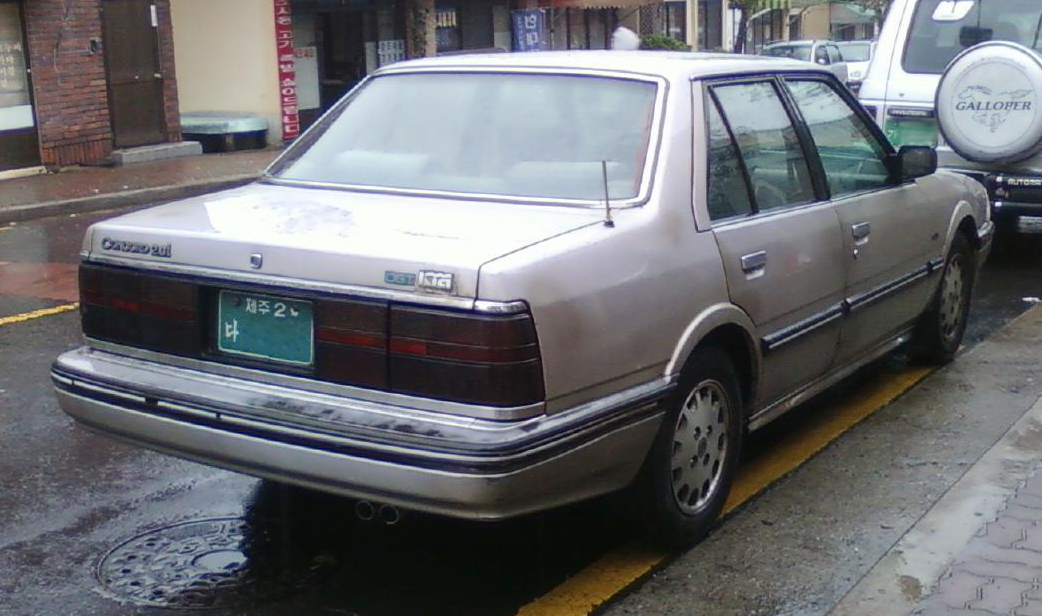
کیا کونکورد، نمای پشت

کیا کونکورد (انگلیسی: Kia Concord) یک خودروی چهار در سدان است که توسط شرکت کیا موتورز واقع در کره جنوبی از سال ۱۹۸۷ تا سال ۱۹۹۵ تولید می‌شد. این خودرو در واقع از روی نسخه سال ۱۹۸۲ مزدا کاپلا الگوبرداری کرده‌است و تمام نسخه‌های آن از موتور چهار سیلندر مزدا بهره می‌برند. کیا کاپیتال و کونکورد پس از چند سال زیر تیغ جراحی رفتند و نامهای شان به کیا نیو کاپیتال و کیا نیو کونکورد تغییر یافت.